# USS Defiant NX-74205
De USS Defiant (NX-74205) is een fictief ruimteschip uit het Star Trek-universum.
De USS Defiant is het prototype voor de Defiant-klasse oorlogsschepen van Starfleet, hoewel het schip officieel geldt als een escortschip. De dreiging van een invasie van de Borg was de reden waarom voor het eerst in lange tijd weer een puur oorlogsschip werd ontwikkeld. Het schip werd ontwikkeld in de ruimtewerven van Utopia Planitia en gebouwd op die van Antares. Benjamin Sisko werkte mee aan het Defiantproject.
De Defiant is een van de snelste en best manoeuvreerbare ruimteschepen van Starfleet, met extreem krachtige aandrijving. Omdat door de kracht van de motoren het schip uit elkaar getrokken zou worden, werd er speciale apparatuur om dat te verhinderen geïnstalleerd. Als oorlogsschip werd het schip uitgerust met de nieuwe pulsphasers en kwantum torpedo's, naast de standaard phasers en fotontorpedo's. Ook had het schip een energie-geleidende bepantsering en een hogecapaciteit-afweerschildsysteem.
De Defiant was het eerste Federatieruimteschip dat legaal over een camouflageschild (cloak) beschikte. Tot dan toe was de Federatie gebonden aan het tussen de Verenigde Federatie van Planeten en het Romulaanse Rijk gesloten verdrag van Algeron, dat deze techniek voor de Federatie verbood. Maar door de dreiging uit het Gamma-kwadrant stelde het Romulaanse Rijk de techniek beschikbaar aan de Federatie.

## Geschiedenis
Nadat de federatie in contact kwam met de Jem'Hadar uit het Gamma-kwadrant (2370) vroeg Benjamin Sisko, de commandant van het ruimtestation Deep Space Nine, een ruimteschip voor het station. (tot dan toe kon men hier alleen beschikken over Runabouts, grote korte-afstandsshuttles met een Warp 5 motor en lichte bewapening.
De Defiant maakte haar eerste vlucht op stardate 47538.5 (2370). Het schip werd onder leiding van Worf ingezet bij de Borg-invasie van 2373. Hierbij werd het schip zeer zwaar beschadigd. In 2375 werd de Defiant vernietigd door de Breen tijdens de slag bij Chin'toka. Enkele maanden later, bij de planning van de invasie van Cardassiaanse ruimte, stelt Starfleet een nieuw Defiant-klasse schip (de USS São Paulo NCC-75633) aan ruimtestation Deep Space 9 ter beschikking. Met speciale toestemming van Admiraal Ross wordt het schip al voor zijn eerste reis omgedoopt tot USS Defiant NCC-75633.